# 陈佩斯
陈佩斯（1954年2月1日—），号曝日堂主人，男，籍贯河北宁晋，生于吉林农安，中国喜剧演员，小品和舞台剧演员，中国广播艺术团一级演员，中国电影家协会原理事。
改革之初在80年代陈佩斯主演的喜剧电影多以“二子”这一形象出现，形成了中国第一个喜剧系列电影「二子系列」。1984年在中央电视台的春节联欢晚会上，他与搭档朱时茂表演小品《吃面条》一炮走红，此后两人搭档表演的多部小品屡获大奖，均深受观众的喜爱，并逐渐形成了其独特的表演风格。

## 取名由来
在1951年，陈佩斯的父亲电影表演艺术家陈强随中国青年艺术代表团到匈牙利首都布达佩斯访问演出，在匈牙利国家歌剧院演出《白毛女》，正逢陈佩斯的哥哥出生，为了纪念这一时刻父亲陈强将大儿子取名为“陈布达”，而数年后二儿子出生则取名「佩斯」。陈强还有一个女儿叫“陈丽达”，是以匈牙利的一座岛屿取名的。

## 藝名
陈小二是陈佩斯于其春节联欢晚会中小品所使用的化名。由于“陈小二”这个名字于陈佩斯小品中的广泛应用，甚至成为了当时对陈佩斯的昵称。
陈小二最早应用于陈佩斯和朱时茂第一次扮演的小品《吃面条》。由于受到了广大电视观众良好的反响，于是在第二次的表演《拍电影》中，陈佩斯继续使用了这一化名。北京话/普通话管“跑堂儿的”也叫“小二”。

### 使用藝名的小品
- 吃面条
- 拍电影
- 姐夫与小舅子
- 宇宙体操队
- 警察与小偷

## 生平
1966年至1969年，于北京师范大学第二附属中学学习。
1969年至1973年，在内蒙古生产建设兵团工作。
1973年至1986年，任中国人民解放军八一电影制片厂演员。1987年至今，任中央广播说唱团演员。
1989年六四运动期间，陈佩斯由于挡军车而在6月5日被关了一夜。由于他父亲出面求情，陈佩斯在被关押一夜后释放。
1991年，成立海南喜剧影视有限公司，1993年更名为大道影业有限公司
2015年，担任北京喜剧院首任艺术总监。

## 事件

### 状告央视侵权遭封杀
中国中央电视台下属的中国国际电视总公司在未经许可的情况下出版发行了陈佩斯和朱时茂在历届央视春晚上小品表演的VCD光盘，2000年，陈佩斯和朱时茂将该公司告上法庭，状告中国国际电视总公司侵权，法院判决被告中国国际电视总公司立即停止侵权，登报道歉，并赔偿陈佩斯和朱时茂二人经济损失333,293元。从此陈佩斯和朱时茂两人便遭央视封杀。2004年陈佩斯在接受采访时表示，中国国际电视总公司一直到今天（2004年）还在侵权，拒不执行法院判决，33万元赔偿也无法要回。至于央视对他们的封杀，陈佩斯表示在状告央视前，他和朱时茂就想到这样的结果，但没后悔。他说：“一个人争取合法权益不受侵害是正当的，如果自己都不能保护自己，就不该活在世上。”
2015年1月，陈佩斯重返央视，自导自演的电视剧《好大一个家》在中国中央电视台综合频道首播。
2020年10月26日，央视宣布陈佩斯将担任喜剧演员选拔节目《金牌喜剧班》的金牌导师。

## 家庭
父亲陈强（1918年－2012年）为电影表演艺术家，曾主演经典影片《红色娘子军》、《白毛女》等。

## 作品

### 电影
| 年份 | 片名                 | 角色         | 备注 |
| ---- | -------------------- | ------------ | ---- |
| 1977 | 《万水千山》         | 匪兵乙       |      |
| 1977 | 《南海风云》         |              |      |
| 1978 | 《猎字九十九号》     | 小特务       |      |
| 1979 | 《瞧这一家子》       | 嘉奇         |      |
| 1979 | 《归心似箭》         | 警察队长     |      |
| 1980 | 《法庭内外》         | 夏欢         |      |
| 1982 | 《琵琶魂》           | 阿甫         |      |
| 1983 | 《出门挣钱的人》     | 张郁强       |      |
| 1983 | 《夕照街》           | 二子         |      |
| 1986 | 《父与子》           | 二子         |      |
| 1986 | 《少爷的磨难》       | 金福         |      |
| 1987 | 《二子开店》         | 二子         |      |
| 1987 | 《京都球侠》         | 赵狐狸       |      |
| 1988 | 《傻冒经理》         | 二子         |      |
| 1988 | 《游侠黑蝴蝶》       | 张虎         |      |
| 1990 | 《父子老爷车》       | 儿子         |      |
| 1992 | 《爷俩开歌厅》       | 二子         |      |
| 1992 | 《迷途英雄》         | 陈彼得       |      |
| 1992 | 《赚它一千万》       | 牛大伟       |      |
| 1993 | 《临时爸爸》         | 陈总经理     |      |
| 1993 | 《编外丈夫》         | 陈耀宗       |      |
| 1993 | 《孝子贤孙侍候着》   | 陈小二       |      |
| 1996 | 《太后吉祥》         | 汤元元       |      |
| 1998 | 《同喜同喜》         |              |      |
| 1998 | 《岁岁平安》         |              |      |
| 1998 | 《好汉三条半》       | 王大富       |      |
| 1999 | 《风尘女传奇》       | 赵宝鳞       |      |
| 2000 | 《防守反击》         |              |      |
| 2009 | 《商机无限》         |              |      |
| 2011 | 《戒烟不戒酒》       | 房东         |      |
| 2015 | 《谍·莲花》          | 普照         |      |
| 2017 | 《大闹天竺》         | 唐宗         |      |
| 2017 | 《三生三世十里桃花》 | 东海水君     |      |
| 2017 | 《胡杨的夏天》       | 新疆饭店老板 |      |
| 2021 | 《顶牛》             | 父亲         |      |
| 2025 | 《戏台》             | 侯喜亭       |      |

### 电视剧
| 年份 | 名称               | 角色   | 备注                   |
| ---- | ------------------ | ------ | ---------------------- |
| 1981 | 《考场》           |        |                        |
| 1983 | 《无事生非》       |        |                        |
| 1984 | 《火种》           |        |                        |
| 1984 | 《狼穴》           |        |                        |
| 1985 | 《敏的故事》       | 敏     |                        |
| 1986 | 《四重奏》         |        |                        |
| 1986 | 《火火寻宝记》     |        |                        |
| 1986 | 《马路边》         |        |                        |
| 1988 | 《柏油路上的战争》 |        |                        |
| 1990 | 《夫妻奏鸣曲》     |        |                        |
| 1994 | 《飞来横福》       | 陈小锁 |                        |
| 1996 | 《临时家庭》       |        |                        |
| 1997 | 《我是乡巴佬》     | 师付   | 又名《为了新生活前进》 |
| 1998 | 《扬州八怪》       | 岳文成 |                        |
| 2000 | 《一手托两家》     | 凃继武 |                        |
| 2001 | 《给点阳光就灿烂》 | 于夫   |                        |
| 2002 | 《党员马大姐》     |        |                        |
| 2013 | 《徐悲鸿》         | 税警   |                        |
| 2015 | 《好大一个家》     | 唐一品 |                        |
| 2021 | 《一剪芳华》       | 纳和泰 |                        |

### 电影配音
| 年份 | 名称             | 角色   | 备注 |
| ---- | ---------------- | ------ | ---- |
| 1998 | 《花木兰》       | 木须龙 |      |
| 1999 | 《宝莲灯》       | 孙悟空 |      |
| 2004 | 《超人特攻队》   | 衣夫人 |      |
| 2007 | 《宝葫芦的秘密》 | 宝葫芦 |      |
| 2011 | 《西柏坡》       | 钩子   |      |
| 2012 | 《大鬧天宮3D》   | 土地公 |      |
| 2016 | 《爱宠大机密》   | 小白   |      |
| 2017 | 《豆福传》       | 神经豆 |      |
| 2019 | 《爱宠大机密2》  | 小白   |      |

### 综艺节目
| 年份 | 名称                 | 角色     | 备注   |
| ---- | -------------------- | -------- | ------ |
| 2012 | 《一起唱吧》         | 嘉宾     |        |
| 2015 | 《杨澜访谈录》       | 嘉宾     |        |
| 2018 | 《麦叨》             | 嘉宾     |        |
| 2021 | 《金牌喜剧班》       | 金牌导师 |        |
| 2021 | 《我的青铜时代》     | 嘉宾     | 第二期 |
| 2021 | 《圆桌派第五季》     | 嘉宾     | 第二期 |
| 2023 | 《似是故人来第三季》 | 嘉宾     |        |

### 话剧
- 《戏台》
- 《惊梦》[13]
- 《托儿》
- 《阳台》
- 《老宅》

## 奖项
- 1980年，参与演出的《瞧这一家子》获文化部“优秀影片奖”
- 1981年，参与演出的《法庭内外》获文化部“优秀影片奖”
- 1984年，因出演影片《夕照街》获金鸡奖“最佳男主角”提名
- 1988年，因出演电影《少爷的磨难》获小百花奖“最佳男主角奖”
- 1988年，因出演电影《京都球侠》获电影百花奖“最佳男配角奖”
- 1995年，被评选为中国“1978-1988年度最有影响的中国影星”